# Vicente Ferrer (santo)

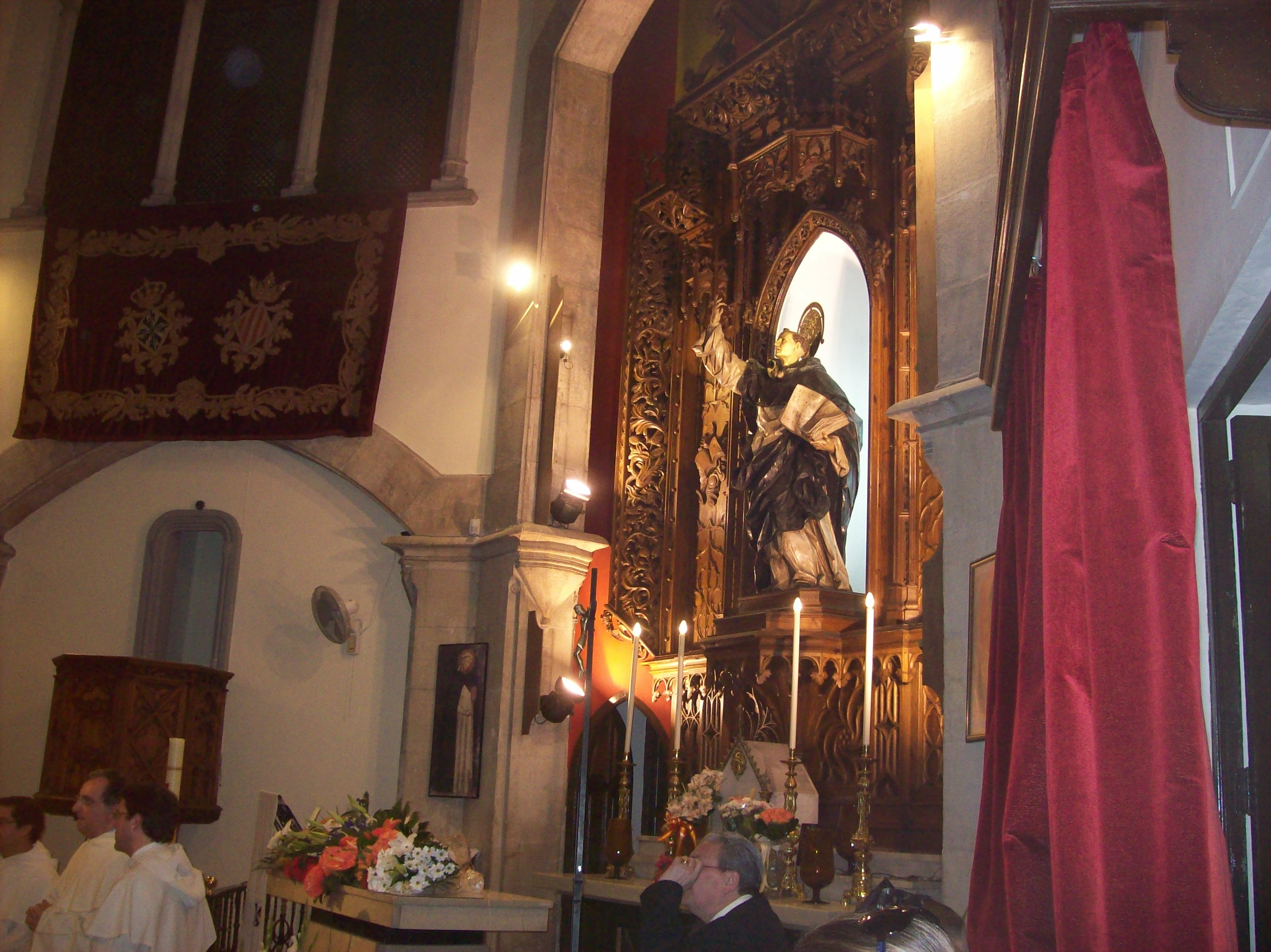
Interior Casa Natalicia de San Vicente Ferrer en Valencia

Vicente Ferrer O.P. (Valencia, 23 de enero de 1350-Vannes, 5 de abril de 1419), en valenciano Vicent Ferrer, fue un dominico español que destacó como taumaturgo, predicador, lógico y filósofo. Como escritor forma parte del Siglo de Oro Valenciano. Sus viajes de predicación le granjearon el aprecio de la población de distintas regiones de Europa. Después de su canonización, en 1455, se convirtió en el santo patrón principal de la ciudad y reino de Valencia: en su conmemoración se levantan, en las calles de Valencia, escenarios llamados «altares» donde los niños representan escenas de su vida y milagros. 
De acuerdo con la leyenda popular, Vicente Ferrer logró varios milagros alzando su dedo índice, razón por la cual en la iconografía se le suele representar con el dedo índice alzado hacia el cielo y con un par de alas a sus espaldas. Este último atributo es debido a su autodenominación como legatus a latere Christi (una especie de representante personal de Cristo) y al título de «ángel del Apocalipsis» que le valieron sus sermones, durante los cuales solía tocar el tema del Juicio Final e incluso anunciar la inminente llegada del Anticristo (tal como hizo durante sus predicaciones en la ciudad de Toledo en 1411).
A raíz de una célebre visión que tuvo en la ciudad de Aviñón en el año 1398, Vicente Ferrer comenzó a realizar constantes viajes de predicación por diversas ciudades de Europa, en especial las italianas. Durante estos viajes era acompañado por una gran multitud, en cuyo número se contaba un séquito de flagelantes que se azotaban las espaldas como purga de sus pecados. El santo solía viajar a lomos de un asno y alojarse en los conventos de frailes dominicos de las ciudades y pueblos en donde predicaba. Multitud de ermitas y altares recuerdan, en muchos rincones de la Europa occidental, anécdotas históricas o apócrifas sobre la multitud de milagros realizados por el propio santo, en su largo camino de predicación, o por sus reliquias.
La activa participación de Vicente Ferrer en el Compromiso de Caspe, donde fue elegido como rey de Aragón Fernando de Antequera (miembro de la dinastía castellana de los Trastámara), resultó decisiva para el encuentro.

## Biografía

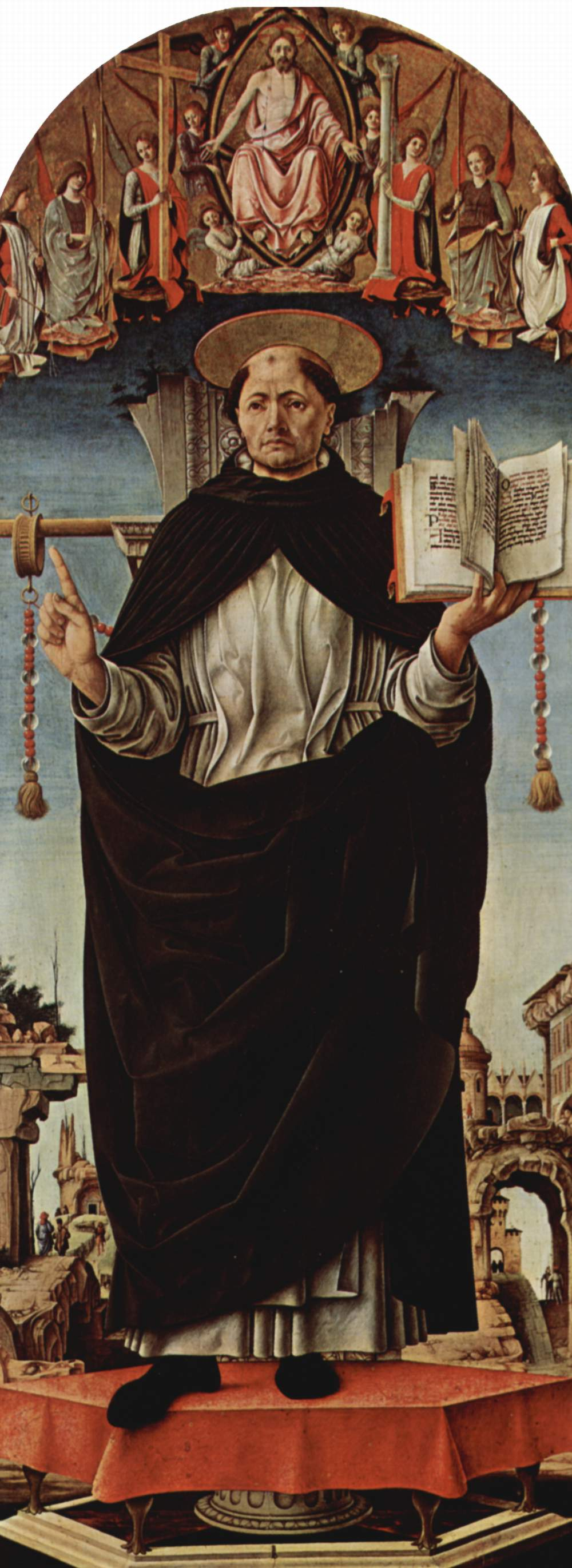
S. Vicente Ferrer por Francesco del Cossa, Galería Nacional de Londres.

Vicente Ferrer nació el 23 de enero de 1350 en el seno de una familia acomodada de la ciudad de Valencia. Fueron sus padres Guillermo Ferrer, nacido en Palamós, y Constanza Miquel, de Valencia o de Gerona, quienes tuvieron tres hijas y tres hijos. Guillermo Ferrer era notario y estaba bien relacionado con las clases altas, lo cual le permitió conseguir para su hijo un bautismo con ilustres padrinos y el «beneficio de Santa Ana» en la Parroquia de Santo Tomás. Cuando este nació, Valencia terminaba de sufrir la Peste Negra.
El joven Vicente se inició en los estudios en una de las múltiples escuelas de latinidad de Valencia. Tras haber ingresado en el Convento de los Predicadores de Valencia, en febrero de 1367 tomó el hábito dominico. Entre 1368 y 1375 fue enviado por sus superiores a profundizar sus conocimientos en Lérida, Barcelona y Toulouse. En Lérida, donde se encontraba el Estudio General de la Corona de Aragón, dio clases como profesor de Lógica.

### En el Cisma de Occidente
Vicente trabajó activamente en conseguir solucionar el llamado Cisma de Occidente. En 1377 regresaban los papas a Roma tras casi tres cuartos de siglo en Aviñón. Pero al morir Gregorio XI se eligió a Urbano VI, lo que llevó a graves disturbios y momentos de tensión con denuncias sobre la legalidad de la elección. Las ausencias de algunos electores y las presiones francesas a las que se sumó el cardenal español Pedro de Luna conocido posteriormente como el Papa Luna, llevó a que un grupo de electores declarara nula en agosto la elección y eligiera el 20 de septiembre a Clemente VII. La Europa cristiana quedaba dividida entre los que obedecían a Roma y los de Aviñón.
Pedro IV de Aragón, el Ceremonioso, terminó por apoyar a Clemente VII y este delegó en Vicente Ferrer para intervenir en el Reino de Valencia, donde ya se encontraba el delegado de Urbano VI.
Su actividad en Valencia a favor de Clemente VII fue intensa, lo que llevó a que el rey recibiera distintas cartas y denuncias unas a favor y otras en contra. Tal fue la situación que le llevó a renunciar voluntariamente a su cargo de Prior del Convento de los Predicadores, cargo que ostentaba desde hacía algún tiempo. Su apoyo a Aviñón le llevó a escribir un tratado en 1380.
En esta época Vicente siguió su trabajo de predicación por todo el reino de Valencia, de las que tenemos constancia, como una Cuaresma en Segorbe u otra en Valencia capital. También hay que destacar su intervención en sentencias entre religiosos, o sus clases como profesor de teología en La Seu (catedral) de Valencia entre 1385 y 1390.
En 1394 fue elegido papa de Aviñón Pedro de Luna como Benedicto XIII, y llamó a Vicente, le ofreció distinciones cardenalicias y obispados, pero Vicente no veía con buenos ojos el ambiente de la curia de Aviñón y marcha al convento de los predicadores de la ciudad.
El cisma le causaba un gran dolor interior, y en ese momento sufre una enfermedad que parecía llevarle a la muerte. El 3 de octubre tiene una visión que cambia el rumbo de su vida y desde ese momento se dedica a la predicación itinerante, a la que se consagra totalmente, recorriendo los caminos de Europa occidental a pie.
Vicente seguía siendo partidario de los papas de Aviñón. Recordaba las plagas bíblicas y afirmaba que la novena plaga eran las tinieblas: durante tres días estuvieron hombres y mujeres sin verse el uno al otro y decía que esto significaba el Cisma y los tres días eran los tres papas que había en ese momento: Juan, Gregorio y Benedicto.
Tras su intervención en Caspe y en sus frecuentes encuentros con el rey Fernando, Benedicto XIII y el emperador Segismundo tratan sobre la unión de la Iglesia. El 6 de enero de 1416, Vicente Ferrer en Perpiñán, leyó un documento por el que la Corona de Aragón se sustraía de la obediencia a Aviñón. Al año siguiente en 1417 fue elegido Martín V como único Papa de toda la Cristiandad.

### En el Compromiso de Caspe

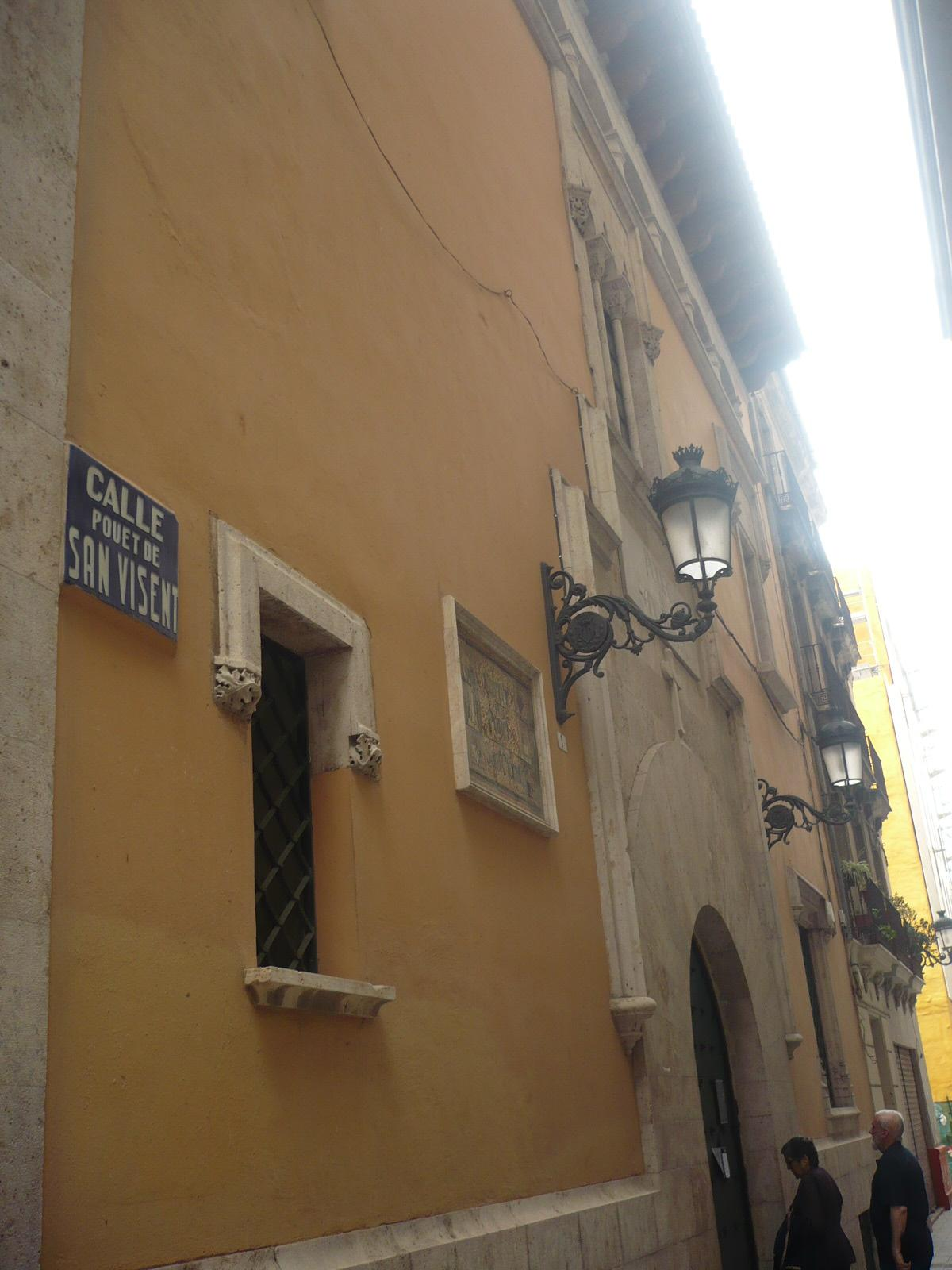
Acceso al conocido como Pocito de San Vicente, junto a su casa natalicia

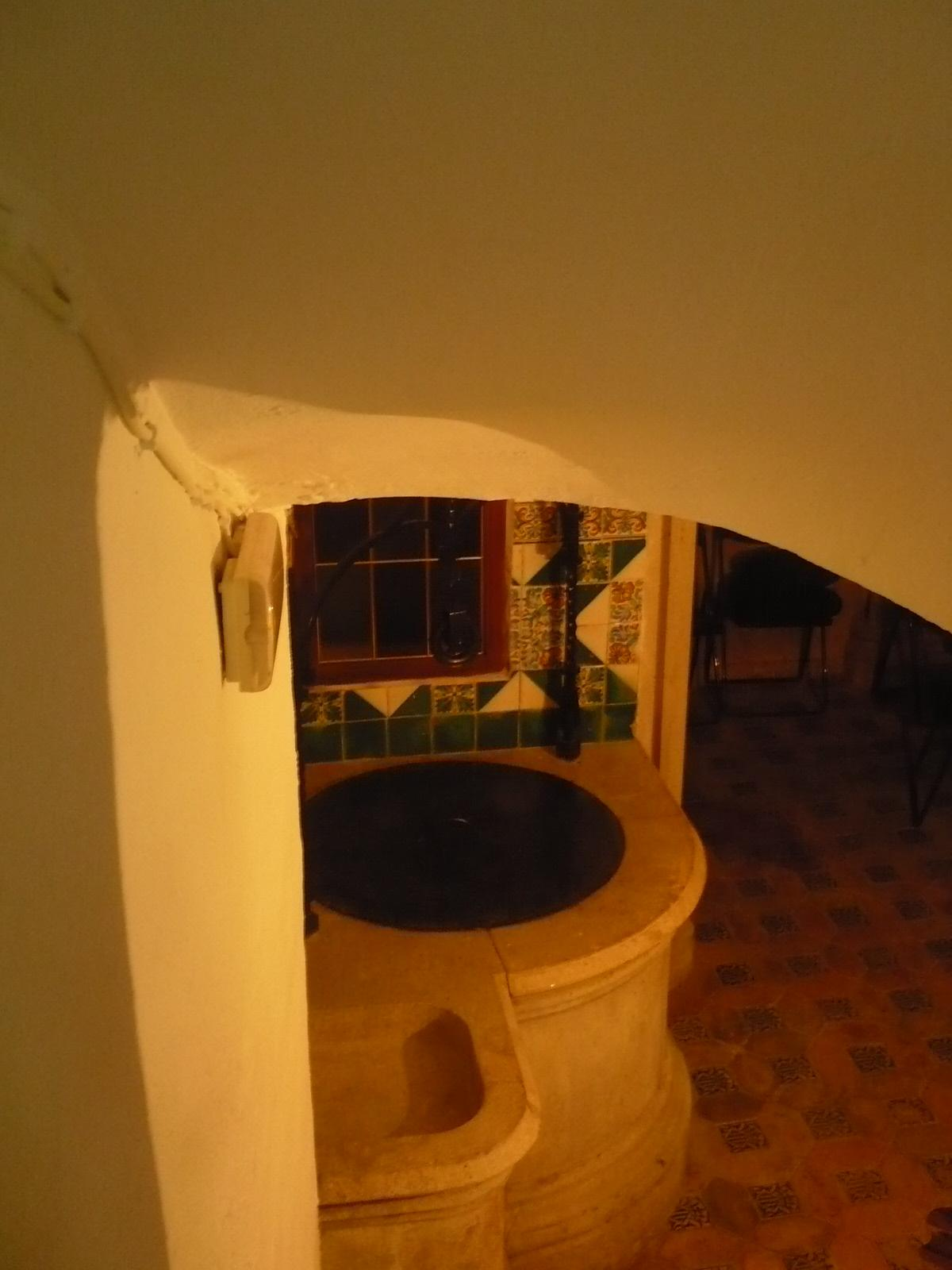
Portal del pouet

Su participación es sin duda un hecho fundamental para el futuro de toda España, tanto en su época como posteriormente.
Su participación está documentada por su propio hermano Bonifacio que también participó como compromisario representando a Valencia.
Vicente llegó a Caspe en abril de 1412 y era el octavo compromisario por orden jerárquico, pero fue el primero, tal vez por su prestigio y peso moral en emitir el voto, y seguramente esto fue decisivo para el futuro de la Corona de Aragón y de la futura España. Su voto fue a favor de Fernando de Antequera y tras él, su hermano y otros tres compromisarios de Aragón y Valencia hicieron lo propio votando también por Fernando, dos compromisarios votaron por el Conde de Urgel, uno se abstuvo y otro no había formado una opinión.
Según algunas crónicas los partidarios del conde de Urgel trataron de asesinar a Vicente por tierras de Lérida.

### Vicente y otras religiones
Vicente Ferrer forma parte de la historia antisemita de España. Según decía los judíos  eran «animales con rabo y que menstrúan como las mujeres». Fue impulsor del pogromo de 1391 en el barrio judío de Valencia, donde actualmente se ubica la plaza San Vicente Ferrer; y en Toledo consiguió la transformación de la Sinagoga Mayor de Toledo en la Iglesia de Santa María la Blanca. Como resultado, bien de sus predicaciones, bien de la violencia de la revuelta antijudía de 1391, una gran cantidad de judíos se convirtieron al cristianismo, originándose a partir de entonces una importante comunidad de cristianos nuevos. Hay autores que niegan que Vicente Ferrer estuviera en Valencia en 1391, e insisten en que nunca aprobó la violencia, aunque sí «pensaba que aquel quebranto era una buena oportunidad para intensificar la catequesis».
Su trabajo se vio facilitado por su conocimiento intenso del hebreo, las tradiciones, y las Escrituras.
Vicente tuvo un trato especial con los convertidos, encargando su formación y educación en el cristianismo a personas seleccionadas, o como el converso musulmán Atmez Hannexa, que tomó el nombre de Vicente cuando se bautizó, del que se preocupó para que él y su familia tuvieran una pensión para su socorro y sustento, y pudiera predicar entre musulmanes y cristianos.[cita requerida]

### El orfanato de Valencia
Al dominico  Vicente Ferrer se le atribuye  en el año 1410 (en Valencia, España), la fundación del primer orfanato del mundo registrado en la historia europea y que todavía sigue en pie y funcionando. Se trata del que actualmente se conoce como Colegio Imperial Niños Huérfanos San Vicente Ferrer.

### Últimos años de su vida
Le pidieron que asistiera al Concilio de Constanza, pero él optó por seguir con su trabajo y continuó predicando por Francia, evitando las zonas en guerra.
Recorrió el Mediodía francés, la Auvernia, pasando luego a la Bretaña, donde transcurrirán los últimos meses de su vida. Encontrándose gravemente enfermo, decidió partir hacia Valencia. Sufrió una terrible tempestad al salir del puerto de Vannes lo que él interpretó como una señal de Dios para que volviera a Vannes a pasar el resto de sus días. Falleció en Vannes el 5 de abril de 1419. Su sepulcro se halla en la catedral de dicha ciudad.

## Canonización
En 1431, el papa Eugenio IV ordenó estudiar el asunto de su canonización, pero ahora se interpuso el nuevo cisma de Amadeo de Saboya.
Nicolás V aconsejó a los frailes celebrar el Capítulo general de 1453 en Nantes y preparar el proceso. Y encargó que tres cardenales que investigasen la vida y los milagros del predicador; entre ellos estaba Alfonso de Borja, el futuro Calixto III, el primer Papa valenciano de dicha familia. Mantuvieron entrevistas con obispos, abades, frailes y gente común en Nápoles, Aviñón, Toulouse y en la región de Nantes, interrogando a 28, 18, 48 y 310 testigos respectivamente.
Ya fue Calixto III, quien recibió las actas de estas investigaciones.
Calixto III solía «decir a los cardenales y al maestro de toda la orden, fr. Marcial, que siempre había tenido por cierto su pontificado desde que San Vicente se lo prometió». Se han realizado fundamentales aportaciones documentales, que nos muestran que ello no es fruto de los biógrafos, sino convencimiento del propio Calixto III que lo afirmó en numerosas ocasiones y recogieron autores muy cercanos a los hechos.
El 29 de junio de 1455 tras votarlo en el consejo de cardenales, Calixto III anunció la canonización de Vicente Ferrer (1435).

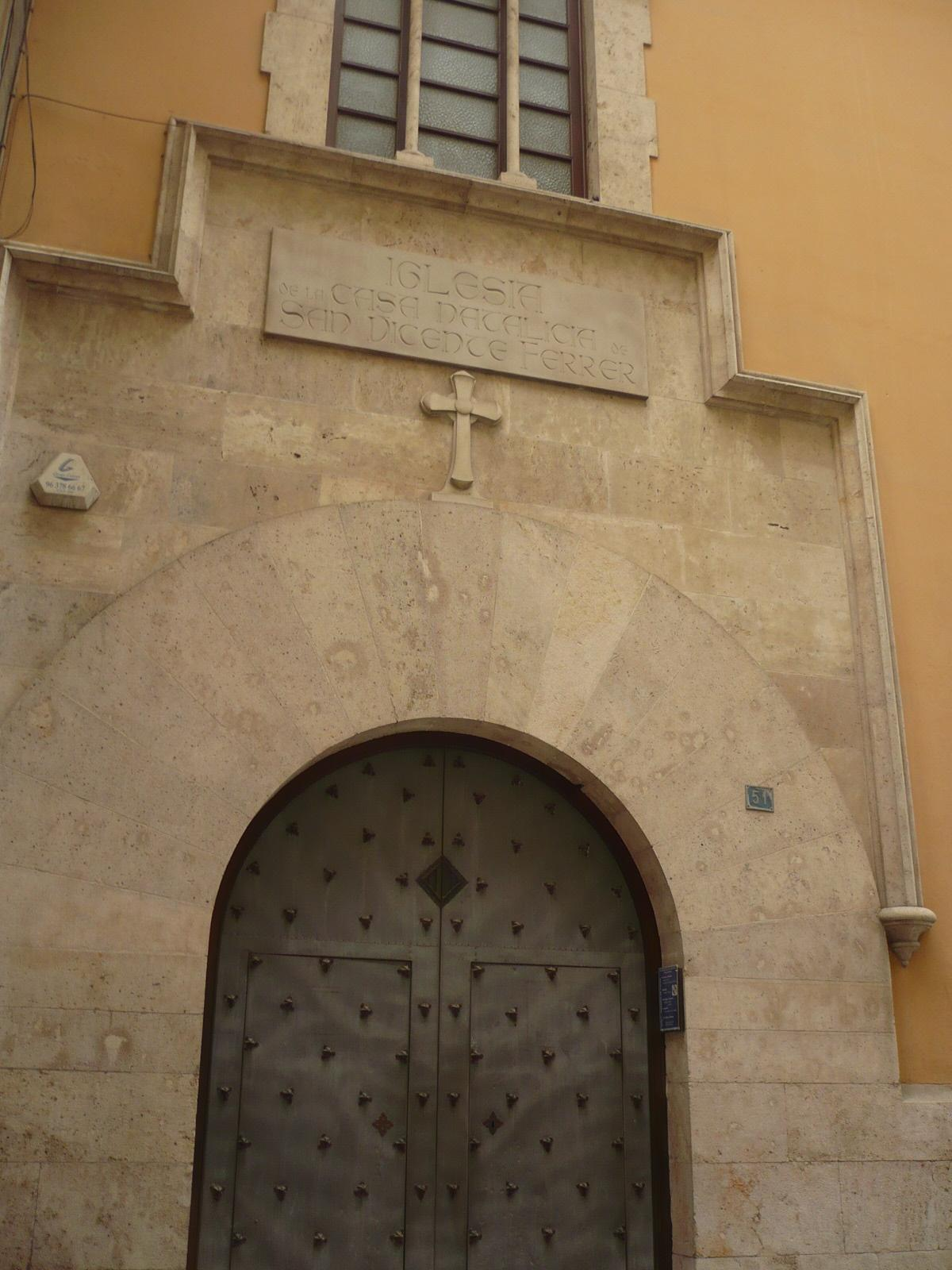
Casa de San Vicente Ferrer, Valencia (ciudad).
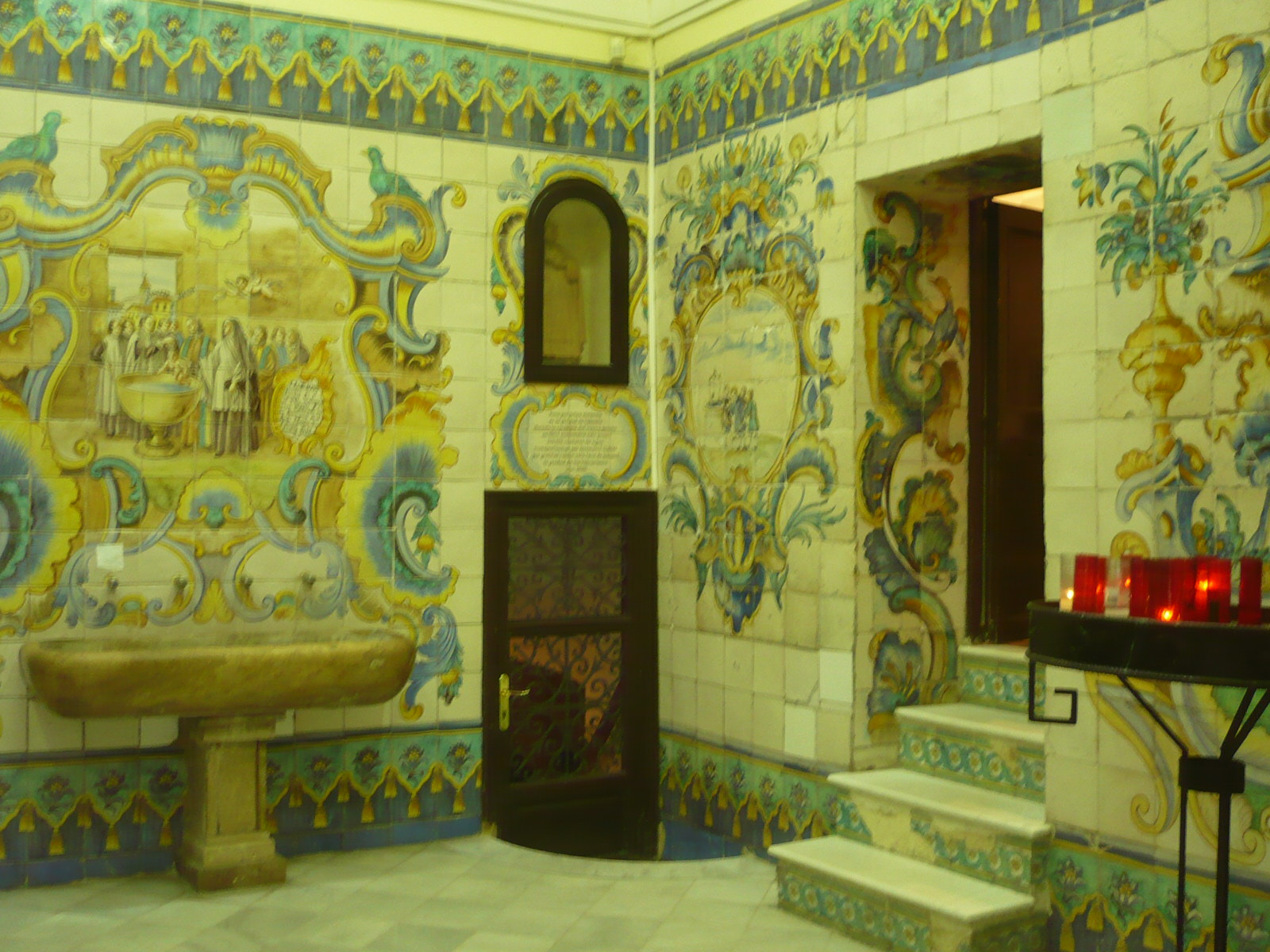
Portal del Pouet de San Vicent Ferrer en Valencia.
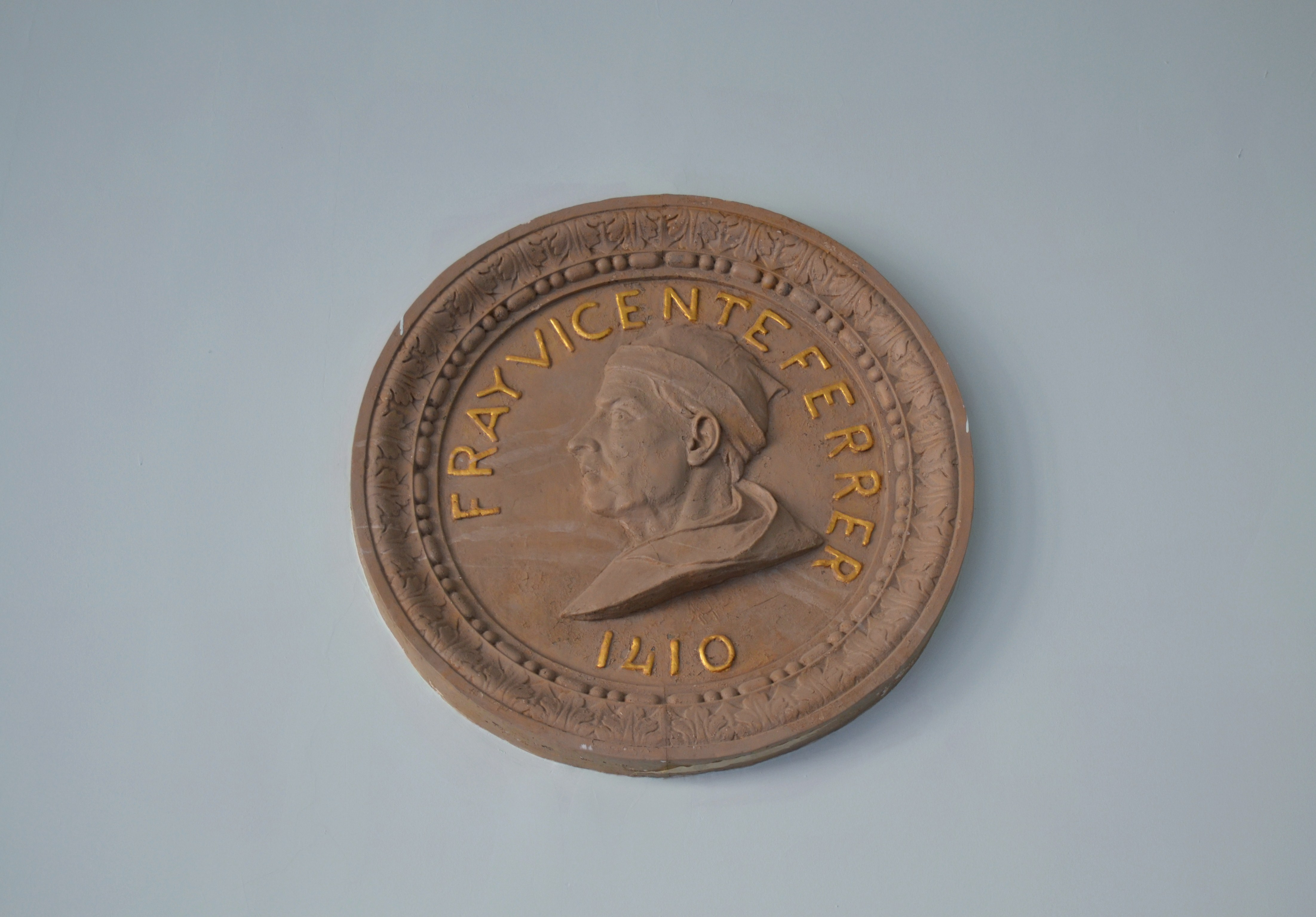
Medallón de Vicente Ferrer en la Universidad Literaria de Valencia.
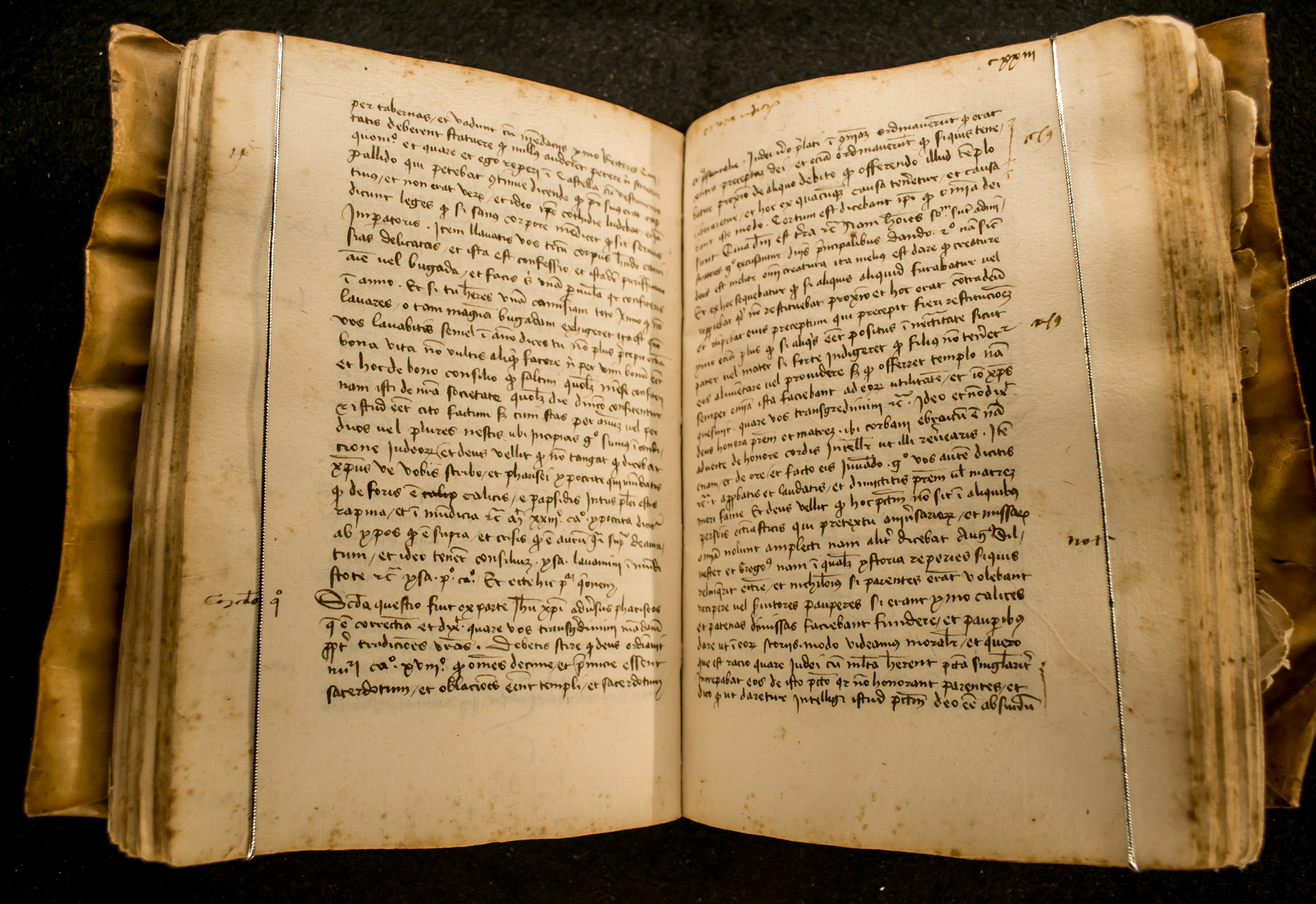
Colección de sermones de San Vicente Ferrer.

## Mensaje a los valencianos

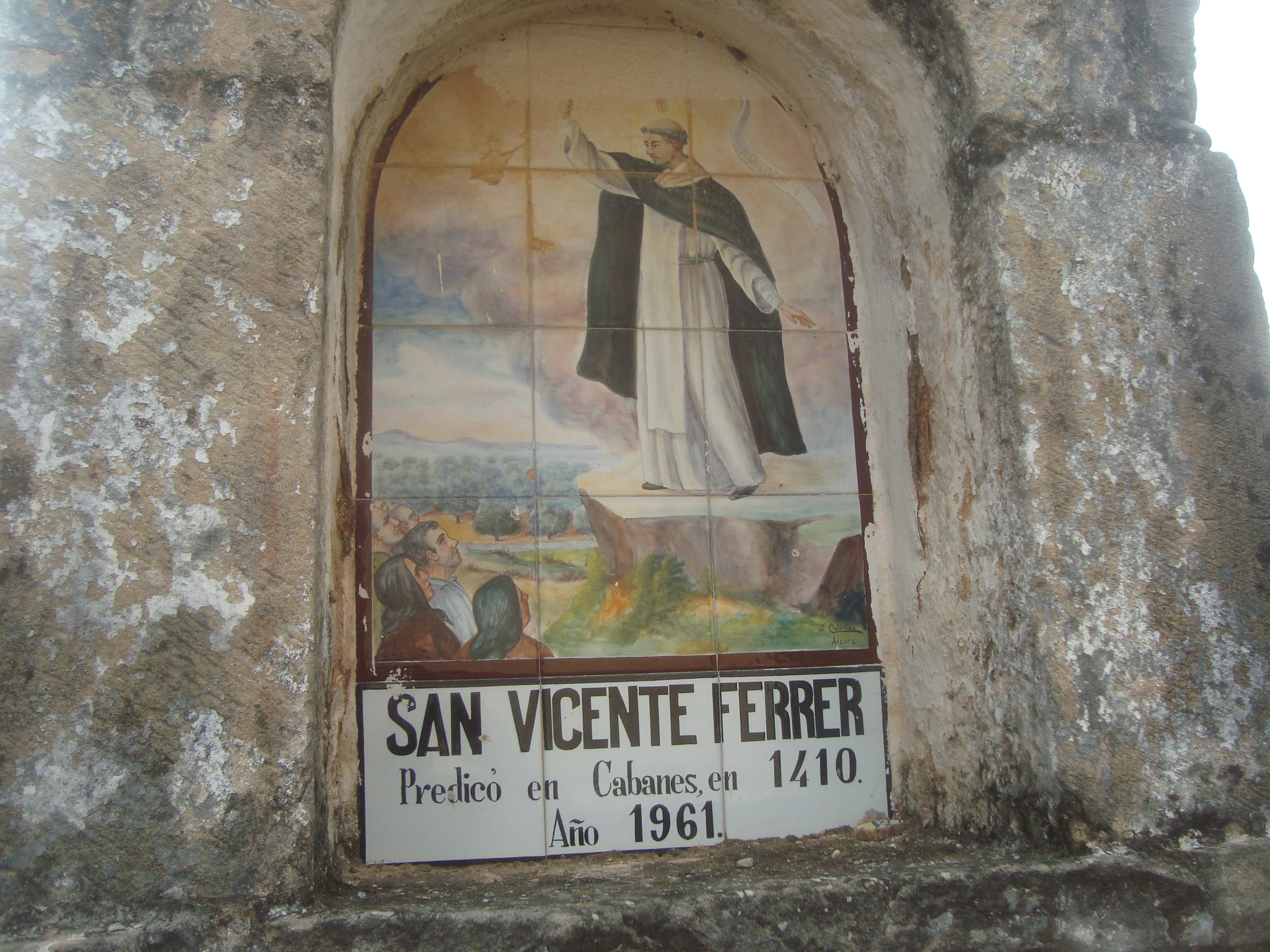
Capilla de la estación del Vía Crucis del Calvario de Cabanes, dedicada a San Vicente Ferrer.

San Vicente Ferrer dio un mensaje para que lo llevaran a todos los valencianos, que puede considerarse como su testamento. El mensaje dice así:

¡Pobre patria mía! No puedo tener el placer de que mis huesos descansen en su regazo; pero decid a aquellos ciudadanos que muero dedicándoles mis recuerdos, prometiéndoles una constante asistencia. y que mis continuas oraciones allí en el cielo serán para ellos, a los que nunca olvidaré.

En todas sus tribulaciones, en todas sus desgracias, en todos sus pesares, yo les consolaré, yo intercederé por ellos. Que conserven y practiquen las enseñanzas que les di, que guarden siempre incólume la fe que les prediqué, y que no desmientan nunca la religiosidad de que siempre han dado pruebas.

Aunque no viva en este mundo, yo siempre seré hijo de Valencia. Que vivan tranquilos, que mi protección no les faltará jamás. Decid a mis queridos hermanos que muero bendiciéndoles y dedicándoles mi último suspiro.

## Vicente milagrero y con el Don de lenguas
860 prodigios o milagros constan en Proceso de su Canonización como obrados por el Predicador Dominico en vida y después de morir, que comprobaron los Jueces del Proceso. Muchos testigos declararon en el Proceso que, hablando Vicente Ferrer en valenciano, ellos le entendían perfectamente en su lengua nativa, por lo que se consideró que poseía el «Don de lenguas».
San Vicente Ferrer, «predicando siempre en su lengua valenciana», era comprendido por castellanos, franceses, vascos, italianos del Piamonte y Lombardía...